# Matafan
Le matafan, ou matefaim, est une ancienne recette paysanne que l'on retrouve sur l'ensemble du territoire de locution du francoprovençal, aussi bien dans le Dauphiné que dans le Forez ou en Bresse et en Savoie. Le terme désigne actuellement tantôt un type de galette tantôt un type de crêpe.

## Étymologie et homonymes
Matafan est un mot francoprovençal, francisé dans certaines régions (Lyon et ses environs ainsi que la Loire notamment) en matefaim. Dans le nord de l'Ardèche et certaines parties du Jarez, ainsi que le Dauphiné, on trouve aussi le mot crique pour nommer ce plat.  Dans les Ardennes belges, on l'appelle matoufet.   
On trouve une recette au nom proche de matafeam dans un recueil de recettes provençales, le Modus viaticorum preparandorum et salsarum, écrit en occitan et en latin probablement entre 1380 et 1390. Cependant la recette du matafeam au XIVe siècle est très différente de la recette actuelle du matafan, puisqu'elle fait intervenir, entre autres ingrédients : poulet, porc, mouton, œuf, fromage, et de nombreuses épices telles que gingembre, safran, girofle, menthe, marjolaine.
Le Französisches Etymologisches Wörterbuch signale l’existence du terme matafanos en français et en dialecte latin lyonnais, dans un texte de 1540, avec la signification d'omelette épaisse.
On trouve ensuite l'usage du mot matafain en 1546 dans Le Tiers Livre de Rabelais.

## Composition

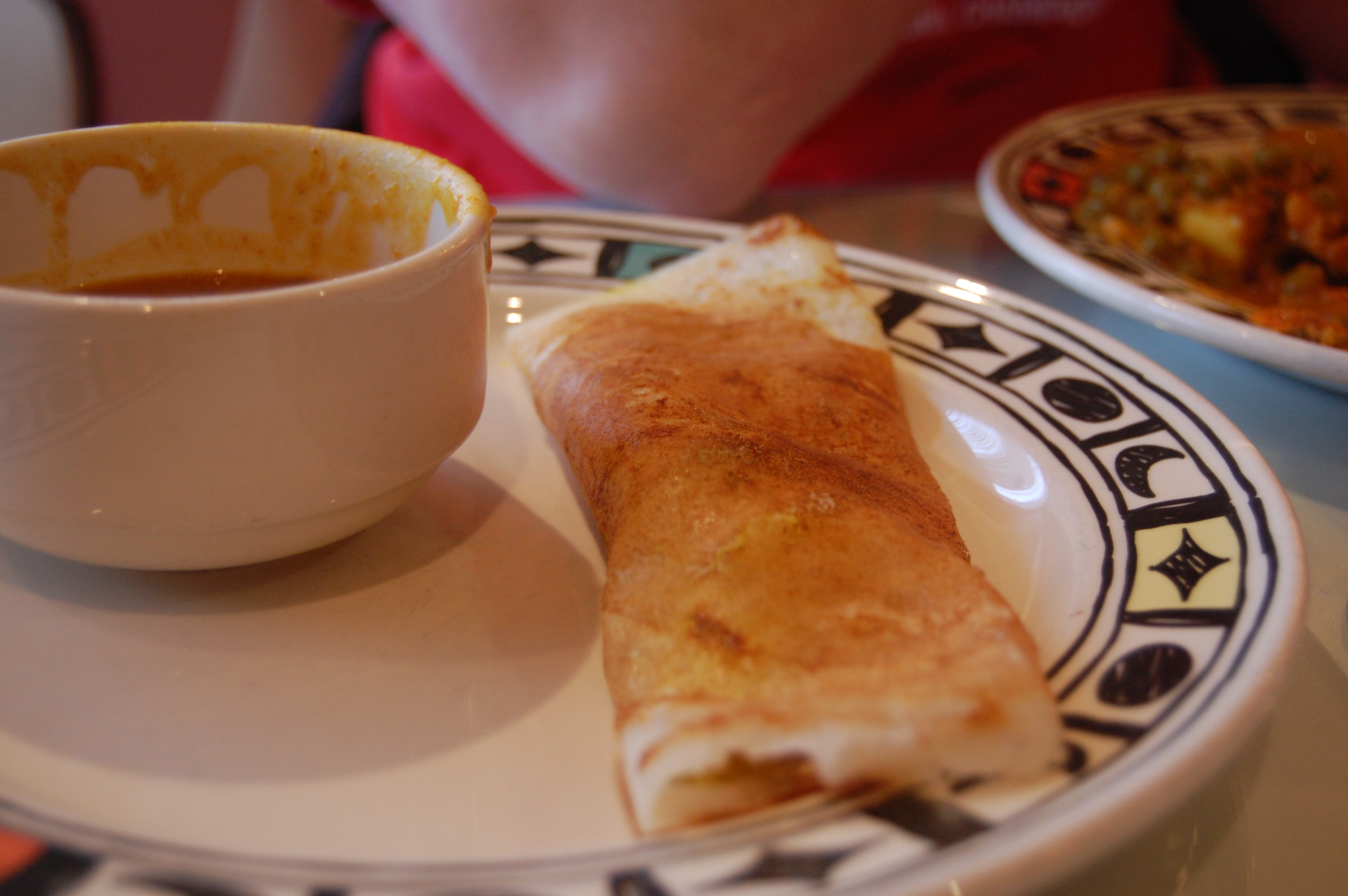
Crêpe matafan aux pommes de terre.

La recette contemporaine classique est celle d'une galette de pommes de terre. Celle-ci était préparée par les paysans, et mangée tôt le matin, pour leur permettre de tenir jusqu'au repas lors des travaux des champs . Notons que l'étymologie du mot « matafan », antérieure à l'introduction de la pomme de terre dans l'alimentation humaine en France, implique que le plat ne comportait à l'origine pas ces tubercules.
Ensuite, le matafan a évolué : la galette est devenue une crêpe salée épaisse, élaborée avec de la farine, des œufs, de l'eau, et en options des pommes de terre écrasées et du fromage. Aujourd'hui, on la trouve toujours couramment en accompagnement d'autres mets.

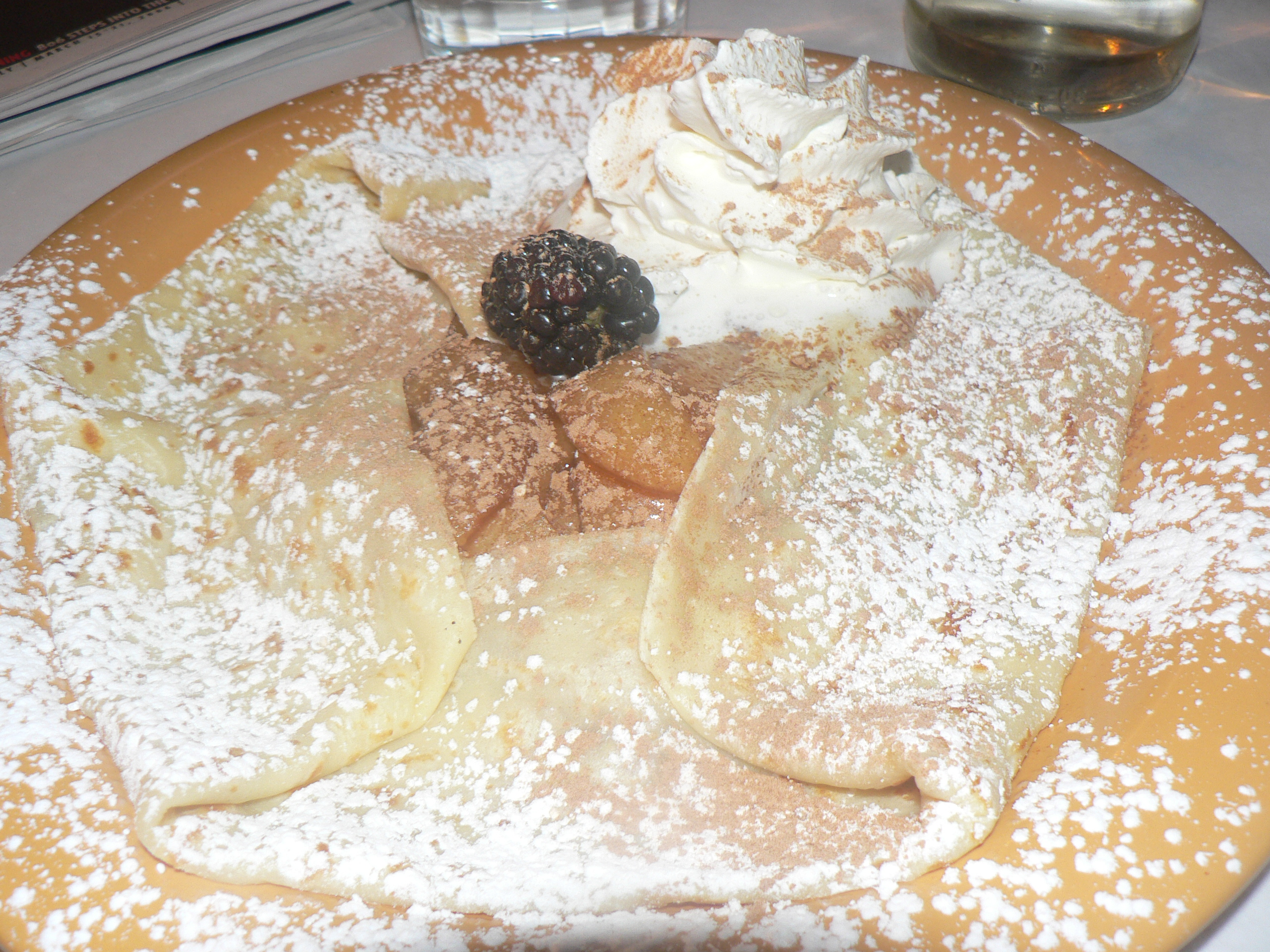
Matefaim aux pommes reinettes.

Cependant, la recette a aussi été adaptée en version sucrée, en remplaçant les pommes de terre par des pommes — de préférence des reinettes —, et en enrichissant la pâte avec du lait, du sucre, de la levure et du sucre vanillé, ce qui la rapproche d'une classique pâte à crêpe. Ce matefaim est servi traditionnellement en famille pour la Chandeleur. Pour la différencier, le contenu d'un petit verre de génépi des montagnes peut y être ajouté.